# This Is Augustus Pablo
This Is Augustus Pablo es el primer álbum de estudio del músico jamaicano Augustus Pablo, publicado originalmente en 1974 por Tropical Records. Coescrito y producido por el amigo de la infancia de Pablo y productor de reggae aclamado por la crítica, Clive Chin, el álbum cuenta con una impresionante lista de músicos de sesión, incluidos Ansel Collins en los teclados y Lloyd Parks y Aston Barrett, ambos en el bajo. El álbum fue uno de los primeros en mostrar el uso único de la melódica por parte de Pablo.

## Recepción
Jo-Ann Greene, escribiendo para AllMusic, le dio una calificación de 3 estrellas sobre 5 y comentó: “Una increíble lista de talentos acompañó a Pablo en estas grabaciones, incluidos los hermanos Barrett, Earl ‘Chinna’ Smith, Errol Thompson y los tecladistas Ansel Collins y Glen Adams. Juntos, los hombres crearon un sonido arraigado a fuego lento, que se filtraba con ritmos de reggae. De acuerdo con el sonido del Lejano Oriente, muchos de estos instrumentos están en un tono menor, evocando una atmósfera maravillosa que va desde el anhelo hasta la reflexión”.

## Lista de canciones
Todas las canciones escritas y compuestas por Horace Swaby y Clive Chin, excepto donde esta anotado. 
| Lado uno |                        |          |  |
| N.º      | Título                 | Duración |  |
| 1.       | «Dub Organizer»        | 2:58     |  |
| 2.       | «Please Sunrise»       | 2:37     |  |
| 3.       | «Point Blank»          | 2:32     |  |
| 4.       | «Arabian Rock»         | 2:53     |  |
| 5.       | «Pretty Baby»          | 3:43     |  |
| 6.       | «Pablo in Dub» (Swaby) | 3:48     |  |

| Lado dos |                        |          |  |
| N.º      | Título                 | Duración |  |
| 1.       | «Skateland Rock»       | 3:11     |  |
| 2.       | «Dread Eye»            | 3:02     |  |
| 3.       | «Too Late»             | 3:14     |  |
| 4.       | «Assignment No. 1»     | 2:44     |  |
| 5.       | «Jah Rock»             | 2:51     |  |
| 6.       | «Lover's Mood» (Swaby) | 2:45     |  |

## Créditos
Créditos adaptados desde las notas de álbum.
Músicos
- Augustus Pablo – teclado, melódica
- Lloyd “Tinleg” Adams – batería
- Aston Barrett – bajo eléctrico, guitarra
- Carlton Barrett – batería
- Clive Chin – percusión
- Ansel Collins – teclado
- Carlton “Santa” Davis – batería
- George Fullwood – bajo eléctrico
- Bertram McLean – guitarra
- Lloyd Parks – bajo eléctrico
- Earl “Chinna” Smith – guitarra
- Errol Thompson – percusión

Personal técnico
- Clive Chin – productor
- Errol Thompson – ingeniero de audio
- Balfe Bradley – fotografía